# ジェニー・マーガレット・ギール
ジェニー・マーガレット・ギール（Jean ”Jennie” Margaret Gheer、1846年11月13日-1910年6月20日）は、メソジスト監督派教会女性海外伝道協会に所属していた、アメリカ人宣教師。1879年来日し、活水学院の創設にかかわった。1885年、福岡女学校・福岡女学院の前身、英和女学校を創設した。

## 経歴・人物
ジェニー・マーガレット・ギールは、1846年11月13日、アメリカ合衆国ペンシルベニア州ブレア郡ベルウッドで生まれた。父は家具商人であった。ミラーズビルにあったペンシルベニア州立師範学校を卒業し、教師になった。ブレア郡のアンティス、タイロン、アルトゥーナなどの公立学校に勤務した。やがて海外でのキリスト教伝道に興味を持ち、メソジスト監督派教会女性海外伝道協会（WFMS）のニューヨーク支部に入会した。1879年10月、日本の長崎へ行くことが決まった。シンシナチ支部のエリザベス・ラッセルと落ち合い、1879年10月25日、蒸気船ゲーリック号でサンフランシスコを出発した。二人ともはじめはインドのカルカッタ行きを命じられ、そのつもりでいたが、出発の2週間前に長崎へ変更されたのだった。このときギールは33歳、ラッセルは43歳、初対面であった。二人ともインドについてはある程度予習していたが、日本についてはほとんど知らなかった。3週間かけて太平洋をわたり、1879年11月16日、横浜に着いた。1879年11月19日、小蒸気船で横浜を発ち、瀬戸内海をとおって、1879年11月23日、長崎に着いた。
長崎ではジョン・デヴィソン夫妻が出迎えた。日本でキリスト教禁止令の高札が撤去された1873年、メソジスト監督派教会は宣教師デヴィソンを長崎に送った。1876年、デヴィソンは出島にメソジスト教会を建てた。そして1879年9月、WFMSに手紙で、女子教育のために二人の女性宣教師を長崎に送ってほしいとリクエストしていた。1879年12月1日、ラッセルはさっそく長崎・東山手の外国人居留地に女学校を作った。生徒の数はたったひとりであった。生徒がなかなか集まらず、苦労するラッセルをギールは支えた。1881年、生徒数は18名に増えた。校名を「活水女学校」とし、1882年、校舎を新築した。生徒数は43名になっていた。ギールは新約聖書、旧約聖書の授業に加え、声楽、オルガン、ピアノなど音楽の授業に優れた才能を発揮した。
ギールが来日して6年目の1884年、福岡に最初のメソジスト教会ができた。福岡に英和女学校を作るため、ラッセルまたはギールが福岡へ赴任しなければならなかった。結局ギールが惜しまれながら長崎を去った。1885年6月15日、メソジスト教会の仮会堂で、英和女学校を開いた。福岡女学校（1919年）、福岡女学院中学校・高等学校（1947年-1948年）のルーツである。ギールは初代校長をつとめたが、1888年、病気のためアメリカに帰り、1890年12月、再び来日した。それから1910年、再び病気のためアメリカに帰るまで、20年間の大部分を日本で過ごした。九州、沖縄の各地をまわって女性伝道師の育成につとめ、孤児院や貧しい人々のための幼稚園を作った。教会学校で女性たちに読み書きを教え、職業訓練を行った。
1910年5月17日、病気のため帰国の船に乗った。シアトルから列車に乗ったが、ジェニーの病気を心配した兄弟のトーマス・P・ギールは、ペンシルバニア鉄道に相談して、貸切の個室を手配していた。1910年6月13日、ベルウッドにある姉妹アンナの家にたどり着いたが、1週間後の1910年6月20日、63歳で死去した。1880年にギールはエリザベータ・フォーンセルという女の赤ん坊を養子にしていた。母親は分娩後まもなく亡くなっており、父親はフィンランド人でロシア船の船長であったが、転落事故で大怪我をしていた。父親も1年もたたないうちに亡くなった。リサと呼ばれていたその女の子はギールとともにアメリカに帰国したが、のちにフィラデルフィアのカーティス音楽院に入学した。